# لايك كريك (أوزارك)
لايك كريك هي بلدة غير نشطة في مقاطعة أوزارك في ولاية ميزوري.
أنشئت بلدة لايك كريك في عام 1841، وسُمّيت باسم جدول من نفس الاسم داخل حدودها.